# Tomáš Fleischmann
Tomáš Fleischmann, född 16 maj 1984, är en tjeckisk före detta professionell ishockeyspelare som spelade i National Hockey League (NHL) för Washington Capitals, Colorado Avalanche, Florida Panthers, Anaheim Ducks, Montreal Canadiens och Chicago Blackhawks.

## Spelarkarriär
Fleischmann draftades i andra rundan som 63:e spelare totalt av Detroit Red Wings i NHL Entry Draft 2002. 27 februari 2004 bytte Red Wings bort honom till Washington Capitals innan han hade hunnit spela några NHL-matcher för laget. Fleischmann gjorde NHL-debut säsongen 2005–06 då han spelade 14 matcher för Capitals. Han spelade i Capitals fram till och med säsongen 2010–11.
30 november 2010 bytte Washington Capitals bort Fleischmann till Colorado Avalanche mot backen Scott Hannan. På de 22 matcher han spelade för Avalanche säsongen 2010–11 gjorde han 21 poäng.
Inför säsongen 2011–12 skrev Fleischmann på ett fyraårskontrakt som free agent med Florida Panthers. Under sin första säsong med Panthers spelade han mestadels i lagets förstakedja med Stephen Weiss och Kris Versteeg och gjorde 27 mål och 34 assist för 61 poäng på 82 matcher, vilket hjälpte Panthers att nå Stanley Cup-slutspelet för första gången sedan säsongen 1999–00.
Den 28 februari 2015 skickade Panthers iväg Fleischmann till Ducks i utbyte mot Dany Heatley och ett tredje draftval i 2015 års draft.

## Statistik

### Klubbkarriär
| 2000–01    | HC Vítkovice        | CZE U20    | 21  | 4   | 9   | 13  | 8   | —  | —  | —  | —  | —  |
| 2001–02    | HC Vítkovice        | CZE U20    | 44  | 25  | 25  | 50  | 16  | 2  | 1  | 0  | 1  | 0  |
| 2001–02    | HC Nový Jičín       | CZE.3      | 8   | 3   | 2   | 5   | 8   | 7  | 3  | 4  | 7  | 35 |
| 2002–03    | Moose Jaw Warriors  | WHL        | 65  | 21  | 50  | 71  | 36  | 12 | 4  | 11 | 15 | 6  |
| 2003–04    | Moose Jaw Warriors  | WHL        | 60  | 33  | 42  | 75  | 32  | 10 | 3  | 4  | 7  | 10 |
| 2004–05    | Portland Pirates    | AHL        | 53  | 7   | 12  | 19  | 14  | —  | —  | —  | —  | —  |
| 2005–06    | Washington Capitals | NHL        | 14  | 0   | 2   | 2   | 0   | —  | —  | —  | —  | —  |
| 2005–06    | Hershey Bears       | AHL        | 57  | 30  | 33  | 63  | 32  | 20 | 11 | 21 | 32 | 15 |
| 2006–07    | Washington Capitals | NHL        | 29  | 4   | 4   | 8   | 8   | —  | —  | —  | —  | —  |
| 2006-07    | Hershey Bears       | AHL        | 45  | 22  | 29  | 51  | 22  | 19 | 5  | 16 | 21 | 10 |
| 2007–08    | Washington Capitals | NHL        | 75  | 10  | 20  | 30  | 18  | 2  | 0  | 0  | 0  | 0  |
| 2008–09    | Washington Capitals | NHL        | 73  | 19  | 18  | 37  | 20  | 14 | 3  | 1  | 4  | 4  |
| 2009–10    | Washington Capitals | NHL        | 69  | 23  | 28  | 51  | 28  | 6  | 0  | 1  | 1  | 6  |
| 2009–10    | Hershey Bears       | AHL        | 2   | 0   | 1   | 1   | 0   | —  | —  | —  | —  | —  |
| 2010–11    | Washington Capitals | NHL        | 23  | 4   | 6   | 10  | 10  | —  | —  | —  | —  | —  |
| 2010–11    | Colorado Avalanche  | NHL        | 22  | 8   | 13  | 21  | 8   | —  | —  | —  | —  | —  |
| 2011–12    | Florida Panthers    | NHL        | 82  | 27  | 34  | 61  | 26  | 7  | 1  | 2  | 3  | 2  |
| 2012–13    | Florida Panthers    | NHL        | 48  | 12  | 23  | 35  | 16  | —  | —  | —  | —  | —  |
| 2013–14    | Florida Panthers    | NHL        | 80  | 8   | 20  | 28  | 22  | —  | —  | —  | —  | —  |
| 2014–15    | Florida Panthers    | NHL        | 52  | 7   | 14  | 21  | 8   | —  | —  | —  | —  | —  |
| 2014–15    | Anaheim Ducks       | NHL        | 14  | 1   | 5   | 6   | 4   | 6  | 0  | 1  | 1  | 0  |
| 2015–16    | Montreal Canadiens  | NHL        | 57  | 10  | 10  | 20  | 28  | —  | —  | —  | —  | —  |
| 2015–16    | Chicago Blackhawks  | NHL        | 19  | 4   | 1   | 5   | 4   | 4  | 0  | 0  | 0  | 0  |
| NHL totalt | NHL totalt          | NHL totalt | 657 | 137 | 198 | 335 | 200 | 39 | 4  | 5  | 9  | 12 |

### Internationellt
| År            | Lag           | Turnering     | Matcher | Mål | Assist | Poäng | Utv |
| ------------- | ------------- | ------------- | ------- | --- | ------ | ----- | --- |
| 2003          | Tjeckien      | JVM           | 6       | 2   | 0      | 2     | 0   |
| 2004          | Tjeckien      | JVM           | 7       | 2   | 2      | 4     | 2   |
| 2008          | Tjeckien      | VM            | 7       | 2   | 3      | 5     | 0   |
| 2010          | Tjeckien      | OS            | 5       | 1   | 2      | 3     | 2   |
| 2013          | Tjeckien      | VM            | 8       | 2   | 0      | 2     | 0   |
| Junior totalt | Junior totalt | Junior totalt | 21      | 5   | 4      | 9     | 4   |
| Senior totalt | Senior totalt | Senior totalt | 20      | 5   | 5      | 10    | 2   |